# Rolf Cyriax
Rolf Cyriax (* 15. Februar 1938 in Ludwigshafen am Rhein) ist ein deutscher Germanist, Verlagslektor, Karikaturist  und Sachbuchautor.

## Leben
Rolf Cyriax studierte Germanistik und Anglistik an der Ludwig-Maximilians-Universität München. Er wurde 1967 an der Albert-Ludwigs-Universität Freiburg mit der Dissertation über den englischen Dramatiker William Somerset Maugham zum Doktor (Dr. phil.) promoviert. Die Doktorarbeit erschien 1967 in Freiburg im Breisgau als Monografie.  Ab 1968 war er in München als Pressesprecher der deutschsprachigen Fassung des US-Musicals Hair tätig.
Im Anschluss arbeitete er ab 1972 in München beim Süddeutschen Verlag, zu dem damals auch noch die Buchverlage Paul List und Südwest gehörten. Nach einer Tätigkeit in der Pressestelle kam 1979 der Wechsel ins Lektorat, wo sich Rolf Cyriax den Cartoons und Karikaturen widmen konnte. Die ersten Bücher verfasste er zusammen mit Dieter Hanitzsch, begründete anschließend die Buchreihe Scherz, Satire und Cartoon beim Südwest Verlag  und gab mehrere Humorbücher heraus.
Im Jahr 1982 wechselte er zum Droemer Verlag, war dort für das politische Sachbuch zuständig und arbeitete von 1983 bis 1995 mit Karl Blessing zusammen. Von 1988 bis 1990 war er dort Herausgeber der Buchreihe Bibliothek der deutschen Werte. Zuletzt war er von 1995 bis zum Übergang in den Ruhestand im Jahr 2007 bei dem  Karl Blessing Verlag tätig.

## Bücher (Auswahl)
- Der Dramatiker William Somerset Maugham. Dissertation von 30. November 1967, Philosophische Fakultät der Universität Freiburg im Breisgau 1967, 228 Seiten.
- mit Dieter Hanitzsch: Der wunderbare Gartenzwerg. Eine notwendige Kulturgeschichte mit Bildern. Südwest-Verlag, München 1981, ISBN 978-3-517-00756-4.
- mit Dieter Hanitzsch: Mops-Klops. Ein kulinarischer Ratgeber für alle, die Hunde zum Fressen gern haben. Droemer Knaur, München 1986, ISBN 978-3-426-26253-5.
- mit Dieter Hanitzsch: Der Wunschkanzler. Knaurs unentbehrlicher Ratgeber zur Bundestagswahl 1987. Droemersche Verlagsanstalt Knaur, München 1986, ISBN 978-3-426-02192-7.
- mit Dieter Hanitzsch: Olympische Spielchen. Knaurs unentbehrlicher Sport-Ratgeber. Droemer Knaur, München 1988, ISBN 978-3-426-02732-5.
- mit Dieter Hanitzsch: Wir sind das Volk der Gartenzwerge. Droemer Knaur, München 1991, ISBN 978-3-426-26517-8.

### Als Mitwirkender / Herausgeber
- Theo Riegler: Lachen Sie mit. Ein heiteres Sammelsurium. Südwest-Verlag, München 1975.
- Theo Riegler: Scherz, Satire und Cartoons. Südwest-Verlag, München 1980, ISBN 978-3-517-00712-0.
- Roger Blachon. Album. Heyne Verlag, München 1982, ISBN 978-3-4533-5627-6.
- Laßt Linien sprechen (= Ironimus, Bd. 21). Heyne Verlag, München 1982, ISBN 978-3-4533-5615-3.
- Rezeptfrei und heiter. Der Arzt im Spiegel des Humors. Delphin-Verlag, München 1983, ISBN 978-3-7735-2259-7.
- Lachen ist die beste Medizin. Der Arzt im Spiegel des Humors. Delphin-Verlag, München 1983, ISBN 978-3-7735-5160-3.
- mit Elke Cyriax: Vorsätzlich heiter. Die Justiz im Spiegel des Humors. Delphin-Verlag, München 1985, ISBN 978-3-7735-5172-6.
- Und immer wieder brennt der Weihnachtsmann. Zündende Anmerkungen zur stillen Zeit. Droemer Knaur, München 1987, ISBN 978-3-426-02714-1.
- Luis Murschetz: Nägel mit Köpfen. Karikaturen. Droemer Knaur, München 1988, ISBN 978-3-4260-2730-1.
- mit Martin Bucholz: Die deutsche Verfassung, gewürdigt von Martin Buchholz (= Bibliothek der deutschen Werte). Droemersche Verlagsanstalt, München 1989, ISBN 978-3-4260-2764-6.
- So lacht der Arzt. Die besten Witze & Cartoons – rezeptfrei und heiter. Delphin-Verlag, München 1989, ISBN 978-3-7735-5410-9.
- Essen und Trinken mit Kabarettisten. Mit zahlreichen Rezepten. Kochbuch. Deutscher Taschenbuch-Verlag, München 2002, ISBN 978-3-423-24333-9.
- mit Peter Wichmann: Das habe ich im Koma gedichtet. Autoren, die die Welt zum Glück nie lesen musste. Bassermann, München 2011, ISBN 978-3-8094-2826-8.
- Dieter Hildebrandt: Was aber bleibt. Texte aus fünf Jahrzehnten. Mit Zeichnungen von Dieter Hanitzsch, Blessing Verlag, München 2017, ISBN 978-3-89667-575-0.